# Matrosupproret

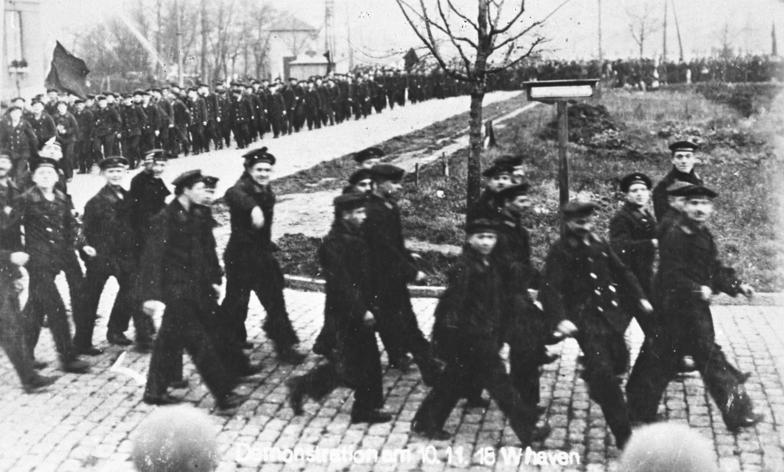
Matroser i Wilhelmshaven

Matrosupproret i Kiel (tyska: Kieler Matrosenaufstand) ägde rum i slutet av oktober 1918 i samband med att första världskriget gick mot sitt slut.
Natten till den 29 oktober 1918 hade den tyska kejserliga marinen överkommando beslutat segla ut och möta den brittiska flottan i en sista drabbning i Nordsjön. Åtgärden var inte förankrad i regeringen. Matroserna på några stora fartyg i Wilhelmshaven och Kiel vägrade lyda order och gjorde myteri. I första hand för att skydda sig mot motåtgärder spred man myteriet till hamnarbetarna på flottans varv och till de truppförband som bevakade hamnarna. Redan den 6 november hade revolutionen spridit sig till västfronten och omfattade snart även de större städerna och hamnarna i Tyskland. Matrosupproret ses som starten på det socialistiska arbetaruppror som kallas tyska novemberrevolutionen och som ledde till att kejsar Vilhelm II den 9 november 1918 abdikerade och ledaren för Tysklands socialdemokratiska parti Friedrich Ebert fick makten i landet. 